# Kryptonesticus beshkovi
Espèce
Synonymes
- Nesticus beshkovi Deltshev, 1979

Kryptonesticus beshkovi est une espèce d'araignées aranéomorphes de la famille des Nesticidae.

## Distribution
Cette espèce est endémique de Crète en Grèce.

## Publication originale
- Deltshev, 1979 : A contribution to the study of cave spiders (Araneae) in Greece. Four new species (Araneae, Nesticidae, Linyphiidae) from the islands of Crete and Thera. Acta zoologica bulgarica, vol. 13, p. 53-63.